# Violetta Caldart
Violetta Caldart (Auronzo di Cadore, 10 de octubre de 1969) es una deportista italiana que compitió en curling. Ganó una medalla de plata en el Campeonato Europeo de Curling Femenino de 2006.

## Palmarés internacional
| Campeonato Europeo | Campeonato Europeo | Campeonato Europeo | Campeonato Europeo |
| Año                | Lugar              | Medalla            | Prueba             |
| ------------------ | ------------------ | ------------------ | ------------------ |
| 2006               | Basilea (Suiza)    | Medalla de plata   | Equipo             |